# Александер Паєр
Александер Паєр (12 вересня 1989 , Санкт-Файт-ан-дер-Глан, Каринтія ) — австрійський сноубордист, призер чемпіонату світу та етапів Кубка світу.

## Олімпійські ігри
| Рік  | Місто                     | ПГС |
| ---- | ------------------------- | --- |
| 2018 | Пхьончхан, Південна Корея | 9   |
| 2022 | Пекін, Китай              | 8   |

## Чемпіонат світу
| Рік  | Місто                  | ПС | ПГС |
| ---- | ---------------------- | -- | --- |
| 2017 | Сьєрра-Невада, Іспанія | 14 | 31  |
| 2019 | Парк-Сіті, США         | —  | 11  |
| 2021 | Рогла, Словенія        | 10 | 14  |
| 2023 | Бакуріані, Грузія      |    | 3   |

## Кубок світу
14 подіумів
- — 3
- — 6
- — 5

| Сезон     | Дата            | Місце проведення          | Дисципліна                               | Місце |
| --------- | --------------- | ------------------------- | ---------------------------------------- | ----- |
| 2013–2014 | 14 грудня 2013  | Карецца, Італія           | паралельний слалом                       | 2     |
| 2016–2017 | 18 березня 2017 | Вінтерберг, Німеччина     | паралельний слалом                       | 1     |
| 2017–2018 | 15 грудня 2017  | Кортіна-д'Ампеццо, Італія | паралельний слалом                       | 3     |
| 2017–2018 | 5 січня 2018    | Лакендорф, Австрія        | паралельний гігантський слалом           | 3     |
| 2017–2018 | 6 січня 2018    | Лакендорф, Австрія        | командний паралельний гігантський слалом | 2     |
| 2017–2018 | 13 січня 2018   | Бад-Гастайн, Австрія      | командний паралельний слалом             | 3     |
| 2020–2021 | 20 березня 2021 | Берхтесґаден, Німеччина   | паралельний слалом                       | 2     |
| 2021–2022 | 11 січня 2022   | Бад-Гастайн, Австрія      | паралельний слалом                       | 3     |
| 2021–2022 | 15 січня 2022   | Зімонхйое, Австрія        | командний паралельний гігантський слалом | 1     |
| 2021–2022 | 13 березня 2022 | П'янкавалло, Італія       | командний паралельний слалом             | 3     |
| 2021–2022 | 20 березня 2022 | Берхтесґаден, Німеччина   | командний паралельний слалом             | 2     |
| 2022–2023 | 10 грудня 2022  | Вінтерберг, Німеччина     | паралельний слалом                       | 1     |
| 2022–2023 | 10 січня 2023   | Бад-Гастайн, Австрія      | паралельний слалом                       | 2     |
| 2022–2023 | 27 січня 2023   | Blue Mountain, Канада     | паралельний гігантський слалом           | 2     |

Оновлення 19 лютого 2023.